# They're Playing Our Song
They're Playing Our Song (conocido en español como Están tocando nuestra canción o simplemente Tocando nuestra canción) es una comedia musical con libreto de Neil Simon, música de Marvin Hamlisch y letras de Carole Bayer Sager. Su trama central gira en torno a Vernon Gersch, un neurótico compositor neoyorquino y su relación con la aspirante a letrista Sonia Walsk. El argumento está basado en las experiencias de los propios Marvin Hamlisch y Carole Bayer Sager, que fueron pareja en la vida real. Con una puesta en escena sencilla, la obra se caracteriza por el empleo de un coro griego que sirve de acompañamiento y representa las voces interiores de los dos personajes principales.
Tras un periodo de prueba en Los Ángeles, el espectáculo debutó en 1979 en el Imperial Theatre de Broadway, con Robert Klein y Lucie Arnaz en los papeles protagonistas, y permaneció en cartel durante más de dos años. Desde entonces también ha podido verse en el West End londinense y en numerosas ciudades a lo largo de todo el mundo.

## Sinopsis
Vernon Gersch es un reconocido compositor de música pop bastante neurótico que está buscando un nuevo colaborador para sus canciones. Sonia Walsk es una letrista en ciernes un tanto excéntrica que lleva una existencia caótica. Los dos se encuentran por primera vez en el lujoso apartamento de Vernon en Manhattan, pero no pueden empezar con peor pie debido a sus personalidades tan diferentes. No obstante, deciden seguir adelante porque Vernon ya ha puesto música a una de las letras de Sonia y, en contra de todo pronóstico, el resultado es excelente. Así arranca una fructífera relación artística que no tarda en complicarse cuando ambos comienzan a desarrollar sentimientos amorosos mientras intentan hacer frente a sus propios problemas. Vernon es un completo desastre en los asuntos del corazón y lejos de su piano es incapaz de expresar sus emociones. Por su parte, Sonia vive bajo la sombra de su exnovio Leon, un personaje al que nunca vemos en escena pero que siempre parece dispuesto a llamar por teléfono en el momento más inoportuno. Juntos deberán vencer todos estos obstáculos para demostrar que es posible mantener una relación profesional de éxito cuando hay amor de por medio.

## Producciones
| Producción           | Teatro              | Fecha de estreno       | Fecha de cierre         | Funciones | Dirección     |
| Los Ángeles          | Ahmanson Theatre    | 8 de diciembre de 1978 | 20 de enero de 1979     |           | Robert Moore  |
| Broadway             | Imperial Theatre    | 11 de febrero de 1979  | 6 de septiembre de 1981 | 1.082     | Robert Moore  |
| Gira en Norteamérica | Varios              | 3 de diciembre de 1979 | 7 de noviembre de 1981  |           | Robert Moore  |
| West End             | Shaftesbury Theatre | 1 de octubre de 1980   | 8 de mayo de 1982       | 667       | David Taylor  |
| Gira en Norteamérica | Varios              | 19 de enero de 1981    | 25 de julio de 1982     |           | Philip Cusack |

### España
| Producción | Producción | Teatro               | Fecha de estreno   | Fecha de cierre     | Dirección        | Título                        |
| #1         | Barcelona  | Teatre Goya          | 15 de mayo de 1990 |                     | Ricard Reguant   | Estan tocant la nostra cançó  |
| #1         | Madrid     | Teatro Alcalá Palace | 7 de marzo de 1991 | 5 de mayo de 1991   | Ricard Reguant   | Están tocando nuestra canción |
| #2         | Málaga     | Teatro del Soho      | 6 de junio de 2024 | 21 de julio de 2024 | Antonio Banderas | Tocando nuestra canción       |

### Otras producciones
They're Playing Our Song se ha representado en países como Alemania, Argentina, Australia, Austria, Brasil, Canadá, España, Estados Unidos, Filipinas, Hungría, Italia, México, Reino Unido o Singapur, y ha sido traducido a multitud de idiomas.

## Números musicales
| Acto I - «Fallin'» - «Workin' It Out» - «If He Really Knew Me» - «They're Playing Our Song» - «If He Really Knew Me (Reprise)» - «Right» - «Just for Tonight» | Acto II - «When You're in My Arms» - «I Still Believe in Love» - «Fill in the Words» - «They're Playing Our Song (Reprise)» |

## Repartos originales
| Personaje              | Broadway (1979)                                    | Gira en Norteamérica (1979)              | West End (1980)                      | Gira en Norteamérica (1981)                |
| Vernon Gersch          | Robert Klein                                       | Victor Garber                            | Tom Conti                            | John Hammil                                |
| Sonia Walsk            | Lucie Arnaz                                        | Ellen Greene                             | Gemma Craven                         | Lorna Luft                                 |
| Voces de Vernon Gersch | Wayne Mattson Andy Roth Greg Zadikov               | Kenneth Bryan Clint Clifford Bubba Rambo | Thom Booker Philip Day Mark Jefferis | George-Paul Fortuna Paul Mack Michael Mitz |
| Voces de Sonia Walsk   | Helen Castillo Celia Celnik Matthau Debbie Shapiro | Ivy Austin Andrea Green Cheryl Howard    | Dawn Hope Beverley Kay Deena Payne   | Lynne Lamberis Gail Oscar Peggy A. Stamper |

### América Latina
| Personaje     | Buenos Aires (1980) | Ciudad de México (1981) |
| Vernon Gersch | Víctor Laplace      | Mauricio Herrera        |
| Sonia Walsk   | Valeria Lynch       | Macaria                 |

### España
| Personaje              | Barcelona (1990)                                  | Málaga (2024)                                  |
| Vernon Gersch          | Pep Anton Muñoz                                   | Miquel Fernández                               |
| Sonia Walsk            | Àngels Gonyalons                                  | María Adamuz                                   |
| Voces de Vernon Gersch | Jorge Fernández-Hidalgo Toni Martínez Enric Torné | Rai Borrell Javier Enguix Diego Rodríguez      |
| Voces de Sonia Walsk   | Ester Bartomeu Mireia Font Marisa Gerardi         | Cristina Gallego Beàlia Guerra Georgia Stewart |

## Grabaciones
Existen multitud de álbumes interpretados en sus respectivos idiomas por los elencos de las diferentes producciones que se han estrenado a lo largo de todo el mundo.

## Premios y nominaciones

### Producción original de Broadway
| Año  | Premio              | Categoría                           | Nominado        | Resultado |
| ---- | ------------------- | ----------------------------------- | --------------- | --------- |
| 1979 | Tony Award          | Mejor musical                       | Mejor musical   | Nominado  |
| 1979 | Tony Award          | Mejor libreto de un musical         | Neil Simon      | Nominado  |
| 1979 | Tony Award          | Mejor actor principal en un musical | Robert Klein    | Nominado  |
| 1979 | Tony Award          | Mejor dirección en un musical       | Robert Moore    | Nominado  |
| 1979 | Drama Desk Award    | Mejor musical                       | Mejor musical   | Nominado  |
| 1979 | Drama Desk Award    | Mejor libreto de un musical         | Neil Simon      | Nominado  |
| 1979 | Drama Desk Award    | Mejor actriz en un musical          | Lucie Arnaz     | Nominada  |
| 1979 | Drama Desk Award    | Mejor música                        | Marvin Hamlisch | Nominado  |
| 1979 | Drama Desk Award    | Mejor diseño de iluminación         | Tharon Musser   | Nominado  |
| 1979 | Theatre World Award | Theatre World Award                 | Lucie Arnaz     | Ganadora  |

### Producción original del West End
| Año  | Premio        | Categoría                  | Nominado            | Resultado |
| ---- | ------------- | -------------------------- | ------------------- | --------- |
| 1980 | Olivier Award | Mejor musical nuevo        | Mejor musical nuevo | Nominado  |
| 1980 | Olivier Award | Mejor actor en un musical  | Tom Conti           | Nominado  |
| 1980 | Olivier Award | Mejor actriz en un musical | Gemma Craven        | Ganadora  |